# Metalectra parviquadrata
Metalectra parviquadrata là một loài bướm đêm trong họ Erebidae.